# Сазанович, Наталья Вячеславовна
Ната́лья Вячесла́вовна Сазано́вич (бел. Наталля Вячаславаўна Сазановіч; род. 15 августа 1973, Барановичи, Брестская область) — белорусская легкоатлетка, двукратная призерка Олимпийских игр в семиборье. Заслуженный мастер спорта Республики Беларусь.
В 1996 году вошла в тройку лучших спортсменов страны

## Биография
Родилась 15 августа 1973 года в Барановичи. Жила в Гомеле. Окончила УОР, затем факультет физической культуры Гомельского государственного университета имени Франциска Скорины.
В январе 2008 года Н. В. Сазанович покинула большой спорт, по этому поводу в манеже Республиканского центра олимпийской подготовки по лёгкой атлетике была проведена торжественная церемония.

## Достижения
Кроме олимпийских медалей, Наталья имеет награды чемпионатов мира и Европы по лёгкой атлетике, в 2001 году она стала чемпионкой мира в пятиборье в закрытых помещениях.
| Год  | Соревнование                                                 | Город                     | Медаль  | Вид                   |
| ---- | ------------------------------------------------------------ | ------------------------- | ------- | --------------------- |
| 1996 | Летняя Олимпиада-1996                                        | Атланта, США              | серебро | Семиборье, 6563 очков |
|      | Чемпионат Европы по лёгкой атлетике 1998                     | Будапешт, Венгрия         | бронза  | Семиборье             |
| 2000 | Летняя Олимпиада-2000                                        | Сидней, Австралия         | бронза  | Семиборье             |
| 2001 | Чемпионат мира по лёгкой атлетике в закрытых помещениях 2001 | Лиссабон, Португалия      | золото  | Пятиборье             |
|      | Чемпионат мира по лёгкой атлетике 2001                       | Эдмонтон, Канада          | серебро | Семиборье             |
|      | Игры Доброй воли                                             | Брисбен, Австралия        | бронза  | Семиборье             |
| 2002 | Чемпионат Европы по лёгкой атлетике 2002                     | Мюнхен, Германия          | бронза  | Семиборье             |
| 2003 | Чемпионат мира по лёгкой атлетике в закрытых помещениях 2003 | Бирмингем, Великобритания | серебро | Пятиборье             |
|      | Чемпионат мира по лёгкой атлетике 2003                       | Париж, Франция            | бронза  | Семиборье             |